# Первоцветные
Первоцве́тные, или При́муловые, или Первоцветовые (лат. Primuláceae) — семейство двудольных спайнолепестных травянистых растений весьма разнообразного внешнего вида. Большинство представителей семейства — многолетние растения, у которых развиты корневища, большей частью моноподиально ветвистые, а иногда (у рода Цикламен) и вздутые в виде клубня. Есть также однолетние растения, например, очный цвет полевой. По современной классификации APG IV по состоянию на декабрь 2023 года в семейство включается 58 родов и 3 282 ботанических вида.

## Ботаническое описание

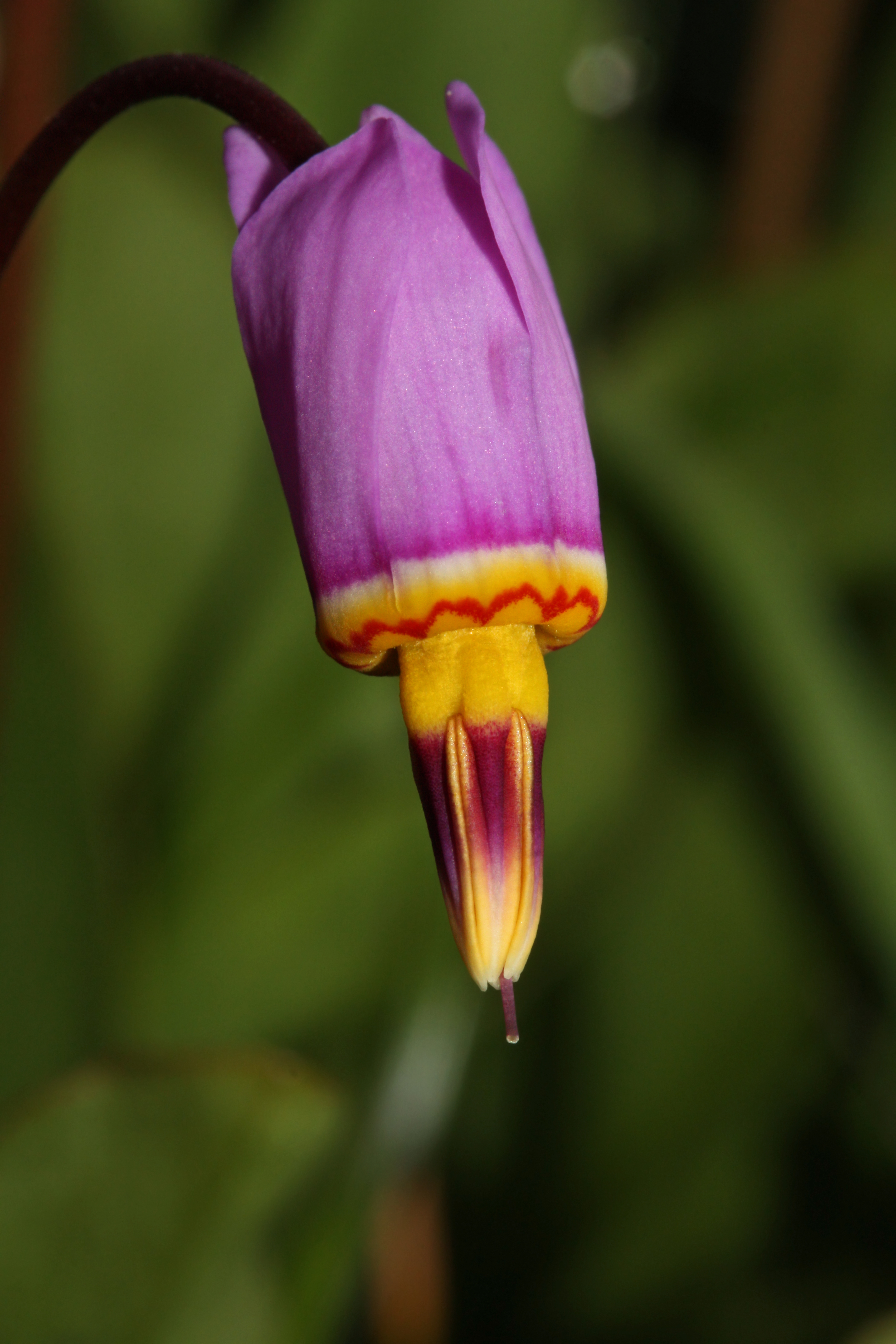
Цветок Dodecatheon pulchellum

Двумя объединяющими признаками этого семейства являются свободная центральная плацента и одна тычинка напротив каждой доли венчика. Наземные стебли или слабо развиваются, являясь в виде безлистной стрелки (у родов Первоцвет, Проломник), или достигают полного развития, бывают прямостоячими или лежащими (например, Вербейник монетчатый).
Листья лишены прилистников и у растений со слабо развитым наземным стеблем бывают собраны прикорневой розеткой; на развитом же стебле они располагаются попеременно, супротивно или кольчато. Большей частью листья цельные, редко лопастные или (у рода Hottonia) перистораздельные.
Цветки появляются поодиночке в пазухе листьев (у Очного цвета, Млечника, Седмичника) или собраны в головчатые соцветия (у Вербейника тирсоцветного), кисти (у Hottonia, Samulus), метёлки (Вербейник обыкновенный), зонтики (у Первоцвета); прицветников никогда не бывает. Цветки правильные, обоеполые. Чашечка 4—10-зубчатая или 4—10-раздельная, большей частью остающаяся. Венчика редко (у Млечника) совсем не бывает, редко он раздельнолепестный (у Asterolinum, Apochoris), чаще же спайнолепестный, колокольчатый, ворончатый, колосовидный, тарелчатый, с 4—10-раздельным или 4—10-лопастным отгибом; в зеве венчика иногда находятся полые выросты или зубцы; в почкосложении венчик или полуприкрывающий (quincuncialis, y Первоцвета, Кортузы и др.), или скрученный (y Седмичника, Очного цвета). Число тычинок равно числу долей венчика; располагаются они против долей венчика и прикрепляются к его трубочке. Пыльники обращены внутрь цветка и вскрываются продольной трещиной. Пестик один; завязь верхняя, со многими семяпочками, сидящими на центральном семяносце; столбик с головчатым рыльцем; длина столбика в цветках одного и того же вида различна. Формула цветка: ( лат.) *K(5V4V7) C(5V4V7) A5V4V7 G(5V4V7)
Плод — коробочка, вскрывающаяся зубчиками, створками или крышечкой (у Очного цвета, Centunculus). Семена содержат мясистый или розовый белок и небольшой зародыш.

## Распространение и экология
Первоцветные распространены главным образом в умеренном климате Северного полушария и большей частью в альпийских областях; в Южном полушарии и в субтропиках они чрезвычайно редки.

### В России
В европейской части России встречается около 25 представителей семейства, из них наиболее обычны следующие:
- Первоцвет весенний (Primula officinalis) (весной одно из первых цветущих растений)
- Проломник северный (Androsace septentrionalis) (встречается в полях и на холмах на песчаной почве)
- Вербейник обыкновенный (Lysimachia vulgaris) (на влажных местах)
- Вербейник монетчатый (Lysimachia nummularia) (по сырым лугам, лесам)
- Вербейник европейский (Lysimachia europaea) (в лесах)
- Млечник приморский (Glaux maritima) (на морском берегу и на солончаковой почве)
- Очный цвет полевой (Anagallis arvensis)

## Значение и применение
Представители некоторых родов семейства выращиваются в качестве декоративных растений, например, виды рода Первоцвет, Дряква, Вербейник.

## Классификация
В системе APG III в это семейство в ранге подсемейств был включён ряд других семейств. При этом выделялось четыре подсемейства и две трибы:
- Maesoideae, включает 1 род — Maesa Forssk.
- Myrsinoideae — Мирсиновые, включает 46 родов
- Primuloideae — Первоцветные, включает 9 родов
- Theophrastoideae — Теофрастовые, делится на две трибы и включает 8 родов:
  - Samoleae, включает 1 род — Samolus L.
  - Theophrasteae, включает 7 родов

В настоящее время в системе APG IV промежуточные ранги подсемейств и триб исключены.

### Таксономия
Семейство Первоцветные включается в порядок Верескоцветные (Ericales) последовательно входящий в клады Астериды → Суперастериды → Эвдикоты → Цветковые растения. Таксономическая схема в соответствии с Системой APG IV по состоянию на декабрь 2023 года:
|  |                          |  |                                   |                        |                        |  | еще 21 семейство |          |  |            |
|  |                          |  |                                   |                        |                        |  |                  |          |  |            |
|  |                          |  |                                   | порядок Верескоцветные |                        |  |                  |          |  |            |
|  |                          |  |                                   |                        |                        |  |                  |          |  | 3 282 вида |
|  | клада Цветковые растения |  |                                   |                        | семейство Первоцветные |  |                  | 58 родов |  |            |
|  | клада Цветковые растения |  |                                   |                        |                        |  |                  | 58 родов |  |            |
|  |                          |  | ещё 63 порядка цветковых растений |                        |                        |  |                  |          |  |            |
|  |                          |  |                                   |                        |                        |  |                  |          |  |            |

## Роды

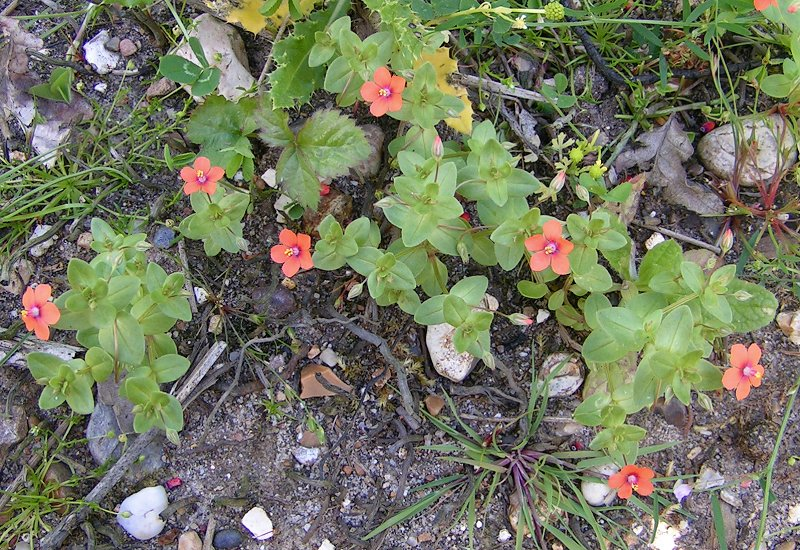
Очный цвет полевой

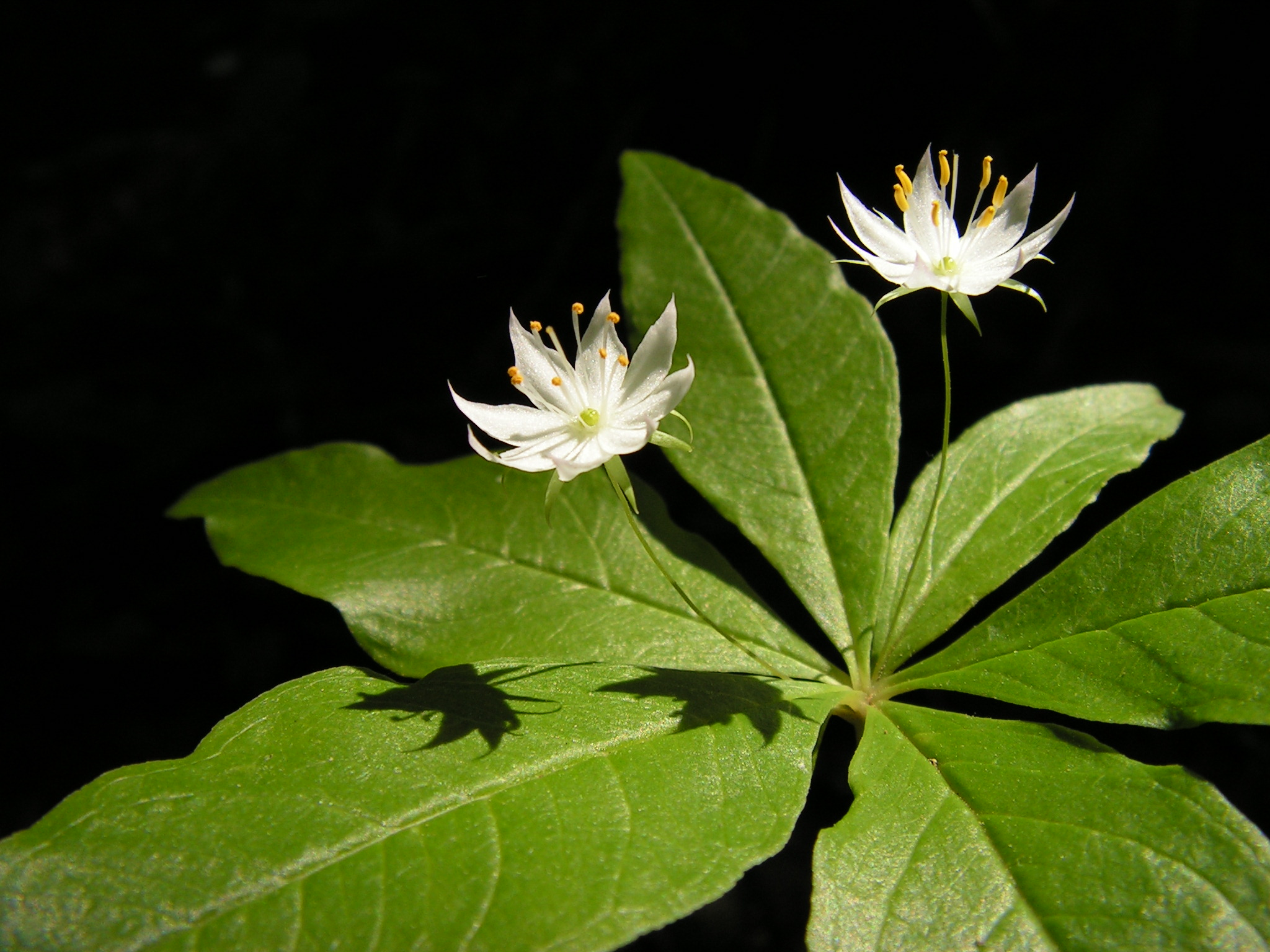
Trientalis borealis

- Aegiceras  Gaertn.  — Эгицерас
- Amblyanthopsis Mez
- Amblyanthus A.DC.
- Androsace L. — Проломник
- Antistrophe A.DC.
- Ardisia  Sw.  — Ардисия, или Ардизия
- Ardisiandra Hook.f.
- Badula Juss.
- Bonellia  Bertero ex Colla  — Бонеллия
- Bryocarpum Hook.f. & Thomson
- Clavija Ruiz & Pav.
- Conandrium (K.Schum.) Mez
- Coris  Tourn. ex L. — Корис
- Ctenardisia Ducke
- Cybianthus Mart.
- Cyclamen — Дряква, или Цикламен
- Deherainia Decne.
- Dionysia — Дионисия
- Discocalyx (A.DC.) Mez
- Elingamita  G.T.S.Baylis  — Элингамита
- Embelia Burm.f.
- Emblemantha B.C.Stone
- Fittingia Mez
- Geissanthus Hook.f.
- Heberdenia Banks ex A.DC.
- Hottonia  L.  — Турча
- Hymenandra A.DC. ex Spach
- Jacquinia L.
- Kaufmannia Regel
- Labisia Lindl.
- Loheria Merr.
- Lysimachia L. — Вербейник
- Maesa  Forssk.  — Меза, или Мэса
- Mangenotiella M.Schmid
- Marantodes (A.DC.) Post & Kuntze
- Microconomorpha (Mez) Lundell
- Monoporus A.DC.
- Myrsine L.
- Neomezia Votsch
- Omphalogramma Franch.
- Oncostemum A.Juss.
- Parathesis Hook.f.
- Petesiodes Jacq. ex Kuntze
- Pleiomeris A.DC.
- Pomatosace Maxim.
- Primula — Первоцвет
- Sadiria Mez
- Samolus  L. — Самолюс
- Soldanella — Сольданелла
- Solonia Urb.
- Stimpsonia C.Wright ex A.Gray
- Stylogyne A.DC.
- Systellantha B.C.Stone
- Tapeinosperma Hook.f.
- Theophrasta L.
- Vegaea Urb.
- Votschia B.Ståhl
- Wallenia Sw.

## В астрономии
В честь первоцветных назван астероид (1232) Кортуза, открытый 19 октября 1931 года немецким астрономом Карлом Райнмутом в Гейдельбергской обсерватории.